# Colostygia laetaria
Colostygia laetaria är en fjärilsart som beskrevs av Lah 1853. Colostygia laetaria ingår i släktet Colostygia och familjen mätare. Inga underarter finns listade i Catalogue of Life.